# 傑克遜鎮區 (堪薩斯州愛德華茲縣)
傑克遜鎮區（英語：Jackson Township）為美國堪薩斯州愛德華茲縣轄下的鎮區。2010年美国人口普查中此鎮區人口有57人。

## 地理
傑克遜鎮區涵蓋總面積為187.1平方（72.24平方英里），其中陸地面積為187.0平方（72.21平方英里），水域面積為0.078平方（0.03平方英里）或0.04%。海拔高度698（2,290英尺）。

## 人口統計
根據2010年美國人口普查，傑克遜鎮區人口有57人，其中男性有30人，女性有27人，人口密度為每平方公里0.30人，住房計37戶。鎮區內的白人有57人，非裔美國人有0人，美洲原住民有0人，亞裔美國人有0人，太平洋島裔美國人有0人，其他種族有0人，混血種族則有0人。此外鎮區內有1人為西班牙裔或拉丁裔美國人。此鎮區之年齡中位數為49.5歲，而男性年齡中位數為54.0歲，女性年齡中位數為46.8歲。